# Мајкл Горман
Мајкл Горман (Витни, 6. март 1941), је британски библиотекар, библиотечки стручњак и писац на тему проблематике библиотекарства као науке, познат по свом традиционалистичком приступу. Током свог мандата као председник Америчког библиотекарског удружења, био је активан на пољима коришћења технологије у библиотекама, као и на пољу едукације.
Горманови принципи библиотекарства потичу из корена либералних, демократских и хуманистичких вредности. Главни утицај је имао Ранганатан, којег је сматрао за "Најзначајнију фигуру у библиотекарству у 20. веку". Главни фокус су му олакшавање личног професионалног раста библиотекара што помаже и учвршћава успех њихових матичних институција.

## Живот и каријера
Горман је рођен у Лондону у Енглеској и постао је заинтересован за библиотеке као део његовог професионалног искуства у Хендон библиотеци, али посебно у њиховом дечјем одељењу, који је тада водила Ајлин Колвел. Похађао је Елинг Технички Колеџ (сада Универзитет у западном Лондону) од 1964 до 1966. године. 
| Период    | Институција                                        | Позиција |
| --------- | -------------------------------------------------- | --- |
| 1966-1977 | Британска библиотека                               | Шеф каталогизације у Британској националној библиографији, члан Секретаријата за планирање Британске библиотеке, шеф одељења библиографских стандарда Британске библиотеке. |
| 1977-1988 | Универзитет Илиноис                                | Директор техничких сервиса, Директор општих сервиса, Главни библиотекар Библиотеке Универзитета Илиноис.                                                                    |
| 1988-2007 | Државни Универзитет Калифорније                    | Декан библиотечких сервиса у Хенри Маден Библиотеци. Пензионисан 2007. |
| 1999-2000 | Асоцијација библиотека и информационих технологија | Председник |
| 2005-2006 | Америчко библиотекарско удружење                   | Председник |

Такође је био професор на библиотечким школама у Великој Британији и Сједињеним америчким државама, у последње време на Факултету за едукацију и информационе науке Универзитета у Калифорнији.

## Осам централних вредности библиотекарства
Горманови принципи библиотекарства су суштински либерални, демократски и хуманистички. Његова одбрана сопствених вредности библиотекарства је константа борба за очување будућности професије. У свом тому "Наше трајне вредности" (енгл. Our Enduring Values), Горман је идентификовао осам централних вредности библиотекарства:
1. Управитељство - Горман упућује на то да библиотекари имају кључну улогу у очувању свог људског записаног наслеђа. Такође се залаже да библиотекари морају пренети своје најбоље вредности и на будуће професионалце у области информационих наука.
2. Сервис - По Горману, етика пружања услуга би требало да прожима сву библиотечку праксу и прописе. Горман посебно напомиње да је дужност библиотекара да услужи појединце, заједницу и друштво и то кроз се најбоље оствари кроз комбинацију професионалних вештина, емпатије и личном посвећењу послу. Залаже се да библиотекари морају да делују идеалистички у материјалистичком добу.
3. Интелектуална слобода - Библиотекари морају да се боре за интелектуалну слободу. Горман помиње да библиотекари се ревносно морају борити да се заштити слободно исказивање мишљења, чак и ако су идеје контрадикторне личним ставовима библиотекара.[6]
4. Приватност - Слобода приступа било ком материјалу кроз индивидуалну жељу, без знања и мешања других људи је основа поверљивости и везе поверења која се мора остварити између библиотеке и њених чланова.[7]
5. Рационализам - Горман се залаже да су библиотеке "Деца доба просветитељства и рационализма"  и да је библиотекарство крајње рационална професија. Овај принцип би требао да буде подлога свих библиотечких процедура и да побољша логичку организацију и класификацију.[6]
6. Посвећеност писмености и учењу: Читање је од централне важности за писменост и доживотно учење. Горман формулише ширу дефиницију писмености, ван пуке способности читања, писања и сурфовања интернетом. Његов концепт обухвата свеукупност - "право" читање испуњава и проширује видик.[6]
7. Правичност приступа: Горман каже да дигитално дели али да је то само једна од манифестација друштвене неправичности и да сви библиотечки процеси, пре свега рефересни део имају кључну улогу у процесу премошћавања тог јаза и да обезбеде правичност приступа.
8. Демократија - Горман описује библиотеке и као крајње демократске институције. Због демократије, библиотеке су централне за промоцију едукације и самим тим очување демократичности. Ако  би требало да људи добро и правично бирају своје представнике, имају право да буду добро информисани и да имају пун приступ писаним изворима.[8]

Ових Осам вредности библиотекарства су написане под великим утицајем будистичког учења о осмоструком путу.

### Критика његових вредности
Горманова селекција и одбрана његових централних вредности библиотекарства је привукла нешто критицизма. На пример, његова прва вредност "управитељство" је превише "уска" зато што не обухвата се професионалце у области информационих наука. Његова одбрана интелектуалне слободе је такође одбацивана у неким сегментима као "празна реторика" и хипербола. Неки од његових ставова су контрадикторни: На једну руку хвали Ранганатанових пет златних правила библиотекарства, а са друге стране каже да су информационе науке богус дисциплине. Након пажљивијег читања, схвата се да је критика упућена библиотечким школама које он види као места одвајања од правих вредности које треба да се подучавају.

## Пет нових закона библиотекарства
Горман је проширио и додао модернији фокус Ранганатнових Пет закона библиотекарства. Преуређење класичних пет закона је покушај да се "сретну сви проблеми свих друштвених и културних проблема које се огромном брзином дешавају" и утичу на кориснике библиотека, као и огромном пролиферацијом технологије у библиотечком пословању. Горманових пет закона гласе:
1. Библиотеке служе човечанству - Овај закон обухвата алтруистичку жељу да се пружи квалитетна услуга и да се пређу сва очекивања корисника. Кроз овај принцип би требало да се помогне индивидуама у идеалу прогреса човечанства.
2. Поштуј све видове комуникације - Горман се залаже за коришћење свих видова и форми кроз којих се знање и информација преноси. Препоручује коришћење утилитаривног приступа - коришћења оних средстава који су најефективнији, најефикаснији и финансијски, али и са доста позитивних аспеката.
3. Користите технологију разумно ради побољшања корисничких услуга - По Горману, библиотекари морају прихватати и интегрисати нове технологије у својим пословима. Ипак, напомиње да је штампани отисак остати доминантан медиј комуникације и кумулативног знања. Технологија мора да се користи за решавање проблема и побољшање услуга да би сте достигло најефикасније решење, а не да се усвоји ради усвајања технологије.
4. Сачувати слободан приступ знању - Дозволити да записи прошлости нестану је вид цензуре, по Горману. Библиотечка је дужност  да се осигура интелектуална слобода, јер, по Горману Друштво без нецензорисаних библиотека је друштво отворено тиранији.
5. Поштуј прошлост и стварај будућност - Горман се залаже да се мора направити склад између носталгије за пређашњим временима и да се прихвате нове технологије у оном сегменту у којем ће оне помоћи библиотекама и њиховим услугама. Такође, упућује да се морају поштивати успеси предака информационих наука, док се славе нови успеси и развој библиотекарства као науке.